# Víctor Ostrowski
Víctor o Wiktor Ostrowski (Dniepropetrovsk, Ucrania, 16 de junio de 1905 - Varsovia, Polonia, 19 de enero de 1992) fue un montañero polaco. Alcanzó las cimas del Aconcagua, Cerro Mercedario, Alma Negra, La Ramada y La Mesa en América del Sur, en las provincias de San Juan y de Mendoza. 
Wiktor, junto a tres de sus compañeros, fueron los cuatro primeros montañeros en hacer cumbre en el Cerro Mercedario, en una escalada que duró 15 días de planificaciones. El 18 de enero de 1934 alcanzó la cima del Pico Polaco.
También fueron los primeros en escalar el Aconcagua por la pared este, a través del hoy llamado Glaciar de los Polacos. Llegaron el 8 de febrero de 1934 a las 18:00, seis horas después que una expedición italiana, cuyo testimonio recién depositado recogieron.
También realizó una expedición al Himalaya donde moriría uno de sus compañeros, Adam Karpinski.
Polaco, egresado de la Politécnica de Varsovia como ingeniero, Víctor Ostrowski ha pasado su vida estrechamente ligado a la naturaleza.
Montañista, escaló las cumbres más altas de cuatro continentes: el Kilimanjaro en África, (5895 m s. n. m.); los Alpes en Europa; las cimas del Cáucaso intermedio, las montañas de Irán y Kurdistán en Asia, y en los Andes americanos, el Mercedario (6793 m s. n. m.).
Remero, recorrió más de 6.000 km de ríos en su tierra natal. Es también cazador, pescador, fotógrafo, e integró la primera expedición argentina a los hielos patagónicos, en calidad de jefe del grupo de escaladores y esquiadores.
Víctor recorrió el río Paraná de Argentina en kayak. Inició su viaje en las Cataratas del Iguazú, hendió las aguas del río homónimo y abordó el Paraná allá, donde se juntan las fronteras de Paraguay, Brasil y Argentina.